# Angela Kinsey

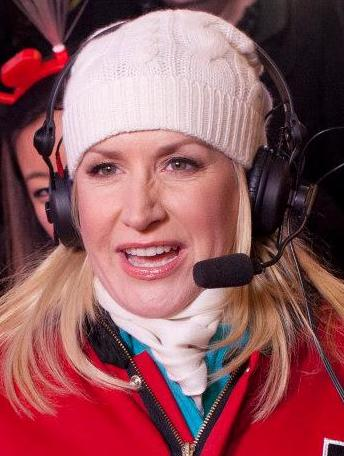
Angela Kinsey (2012)

Angela Faye Kinsey (* 25. Juni 1971 in Lafayette, Louisiana) ist eine US-amerikanische Schauspielerin.

## Leben
Angela Kinsey wurde in Lafayette, Louisiana geboren. Die Familie zog 1973 nach Jakarta, Indonesien, wo ihr Vater als Ingenieur Arbeit fand. Sie verbrachte zwölf Jahre dort, bevor die Familie nach Archer City, Texas zog. Während dieser Zeit besuchte sie die Jakarta Intercultural School und lernte die Indonesische Sprache, welche sie bis heute beherrscht. Sie studierte Englisch an der Baylor University und fand schließlich Arbeit als Praktikantin in der Late Night with Conan O’Brien, wo sie als Assistentin des Schlagzeugers Max Weinberg tätig war.
Anschließend zog sie nach Los Angeles, wo sie Improvisation bei The Groundlings und iO West studierte. Sie arbeitete als Call-Agent für die 1-800-Dentist-Hotline und fand vereinzelt Arbeit als Schauspielerin, darunter in einer Folge der Sitcom Eine starke Familie und als Synchronsprecherin für eine kleinere Rolle der Zeichentrickserie King of the Hill. Ihren großen nationalen wie internationalen Durchbruch hatte sie allerdings erst 2005 mit der Fernsehserie Das Büro. Ursprünglich sprach sie für die Rolle der Pam Beesly vor, welche später von Jenna Fischer besetzt wurde, bevor sie für die Rolle der Buchhalterin Angela Martin engagiert wurde.
Von 2016 bis 2017 spielte sie als Bethany eine Hauptrolle in der Serie Haters Back Off.
Kinsey heiratete den Fernsehautor Warren Lieberstein, der mehrere Folgen für Das Büro schrieb und der Bruder von Paul Lieberstein ist, der in derselben Serie die Rolle des Toby Flenderson spielte. Das Paar bekam am 3. Mai 2008 eine gemeinsame Tochter. Nachdem sie sich im Februar 2009 trennten, ließen sie sich 2010 scheiden.

## Filmografie (Auswahl)

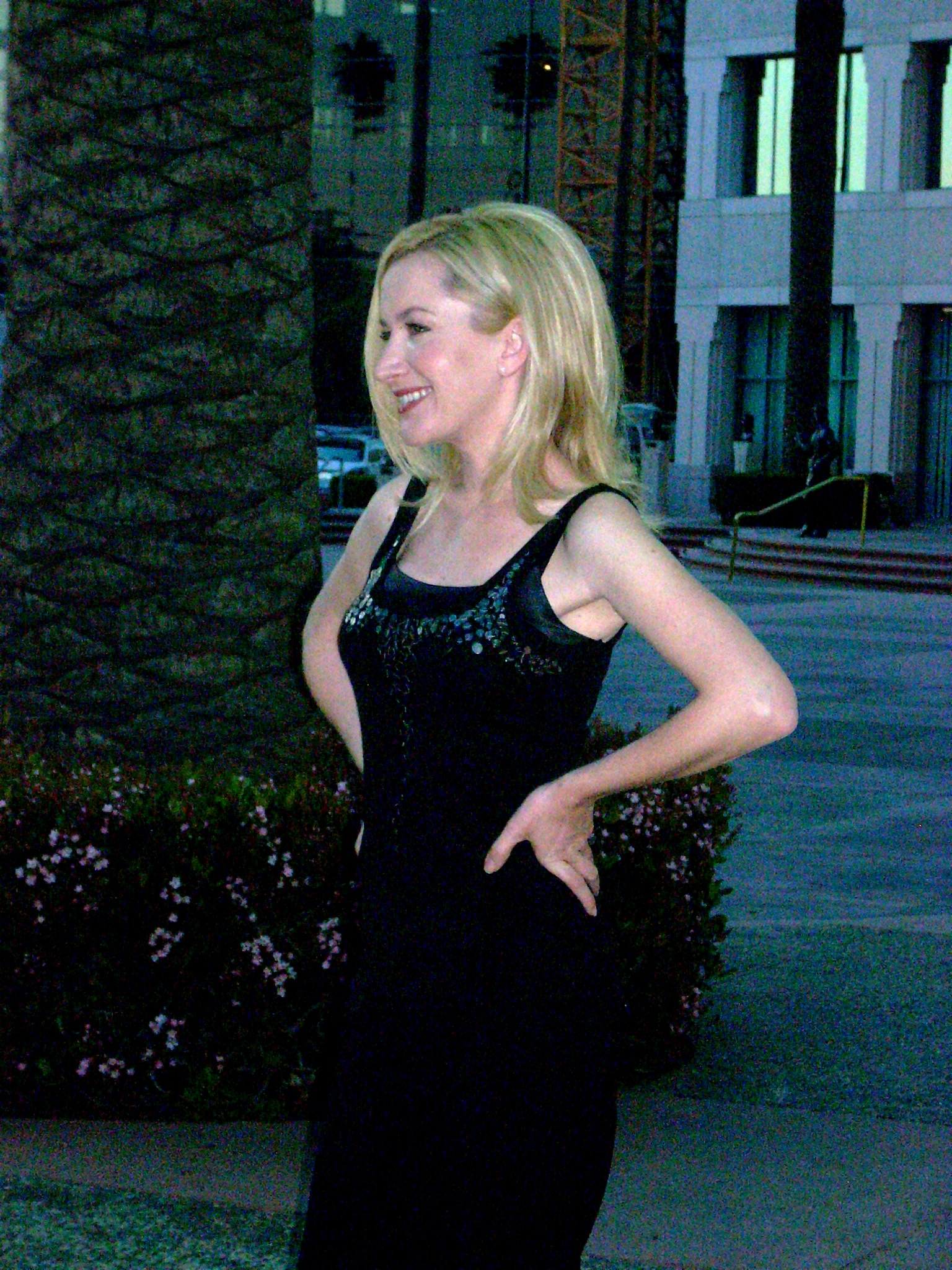
Angela Kinsey (2009)

- 1997–2002: King of the Hill (Zeichentrickserie, drei Folgen)
- 1998: Eine starke Familie (Step by Step, Fernsehserie, eine Folge)
- 2005–2013: Das Büro (The Office, Fernsehserie, 187 Folgen)
- 2006: The Office: The Accountants (Webserie, zehn Folgen)
- 2007: Lizenz zum Heiraten (License to Wed)
- 2007–2008: Monk (Fernsehserie, zwei Folgen)
- 2010: American Dad (American Dad!, Zeichentrickserie, eine Folge)
- 2010: Reine Fellsache (Furry Vengeance)
- 2012: Vom Blitz getroffen (Struck by Lightning)
- 2013–2014: New Girl (Fernsehserie, vier Folgen)
- 2014–2015: Bad Judge (Fernsehserie, vier Folgen)
- 2014: Hot in Cleveland (Fernsehserie, eine Folge)
- 2016: Hot Bot
- 2016: Laid in America
- 2016–2017: Haters Back Off (Fernsehserie, 16 Folgen)
- 2017: Andover
- 2018: Half Magic
- 2018: Terror in the Woods (Fernsehfilm)
- 2019: Extracurricular Activities
- 2019: Wie Jodi über sich hinauswuchs (Tall Girl)
- 2019: Miracle Workers (Fernsehserie, 2 Folgen)
- 2020: Keep Hope Alive
- 2020: #BlackAF (Fernsehserie, 3 Folgen)
- 2020: Noch nie in meinem Leben … (Never Have I Ever, Fernsehserie, 3 Folgen)
- 2020: Home Movie: The Princess Bride (Fernsehserie, eine Folge)
- 2022: Wie Jodi über sich hinauswuchs 2 (Tall Girl 2)
- 2022: Better Things (Fernsehserie, 2 Folgen)
- 2024: Confessions of a Christmas Letter